# ちびっこギャング
ちびっこギャングは、1980年代に活動していたお笑いコンビ。活動時の所属事務所は田辺エージェンシー。

## メンバー
詳細は「越川大介」および「藤井一男」を参照
- 越川大介（こしかわ だいすけ、1961年10月18日 - ）- リーダー
- 藤井一男（ふじい かずお、1959年5月3日 - ）

※共に劇団青年座研究所出身。二人とも161cmと小柄なコンビであった。

## 概要
1984年結成。コンビ名は藤井の劇団に越川がゲスト出演して大ウケした、その演目のタイトルから採った。
『オールナイトフジ』『夕やけニャンニャン』などのバラエティ番組で売れっ子になる。
その後多忙からコンビ仲が悪くなり、1994年に解散。
しかし、解散後の2015年に越川主催の「D.K HOLLYWOOD」創立20周年記念の舞台には藤井にオファーが入り、コンビ揃って舞台に立つ。また、同年には文化放送『吉田照美 飛べ!サルバドール』にも出演するなど、現在は関係が修復されている。

## テレビ
バラエティ 
- オールナイトフジ（フジテレビ系）
- アイドル花組おとこ組（1986年1月8日 - 3月26日、日本テレビ）
- 冗談画報（1986年1月13日・6月16日・1987年1月15日、フジテレビ）
- 河田町プッツン意思表示（1986年9月9日、フジテレビ「火曜ワイドスペシャル」枠）
- 演芸ひろば（1993年11月28日・1994年2月20日・4月4日、NHK総合）
- だぅもありがと!（TBSテレビ）
- 夕やけニャンニャン（フジテレビ）
- タモリ倶楽部（テレビ朝日）
- 夢の御祝儀スペシャル 第3回ビートたけしのお笑いウルトラクイズ（1990年4月1日、日本テレビ）
- 祝!賞金総額無制限 クイズ!当たって25%（1991年6月28日、TBSテレビ）
- パチンコ戦士プレジャーマン（1990年頃、東海テレビ）

 ドラマ 
- 三代目はおニャン子お嬢様!?花吹雪893組（1986年3月17日、フジテレビ「月曜ドラマランド」枠）
- 白バイ野郎 トミー＆マツ（1986年12月1日、フジテレビ「月曜ドラマランド」枠）
- おニャン子捕物帳 謎の村雨城（1986年12月8日、フジテレビ「月曜ドラマランド」枠）
- ラジオびんびん物語「第5話」（1987年、フジテレビ）
- '87秋の特別企画ドラマ 松田聖子のスイートメモリーズ（1987年9月30日、TBSテレビ）
- おヒマなら来てよネ!「第5話」（1987年、フジテレビ）
- 意地悪ばあさん 抱腹絶倒!意地悪ギャグ決定版（1989年1月5日、フジテレビ）
- お嬢さん、殺人にご用心!（1990年3月26日、フジテレビ）
- あきれた刑事（1987年10月21日 - 1988年3月23日、日本テレビ）
  - 藤井は小森巡査 役、越川は吉田巡査 役。
- 特警ウインスペクター（1990年※第3話、テレビ朝日）

## ラジオ
- ちびギャン倶楽部（1987年10月〜1988年3月、土曜。TBSラジオ）
- ちびっこギャングのお遊びジョーズ（1988年4月〜1989年9月、月〜木曜。文化放送）
- 吉田照美 飛べ!サルバドール（2015年5月4日、文化放送）